# Schloss Hacklberg

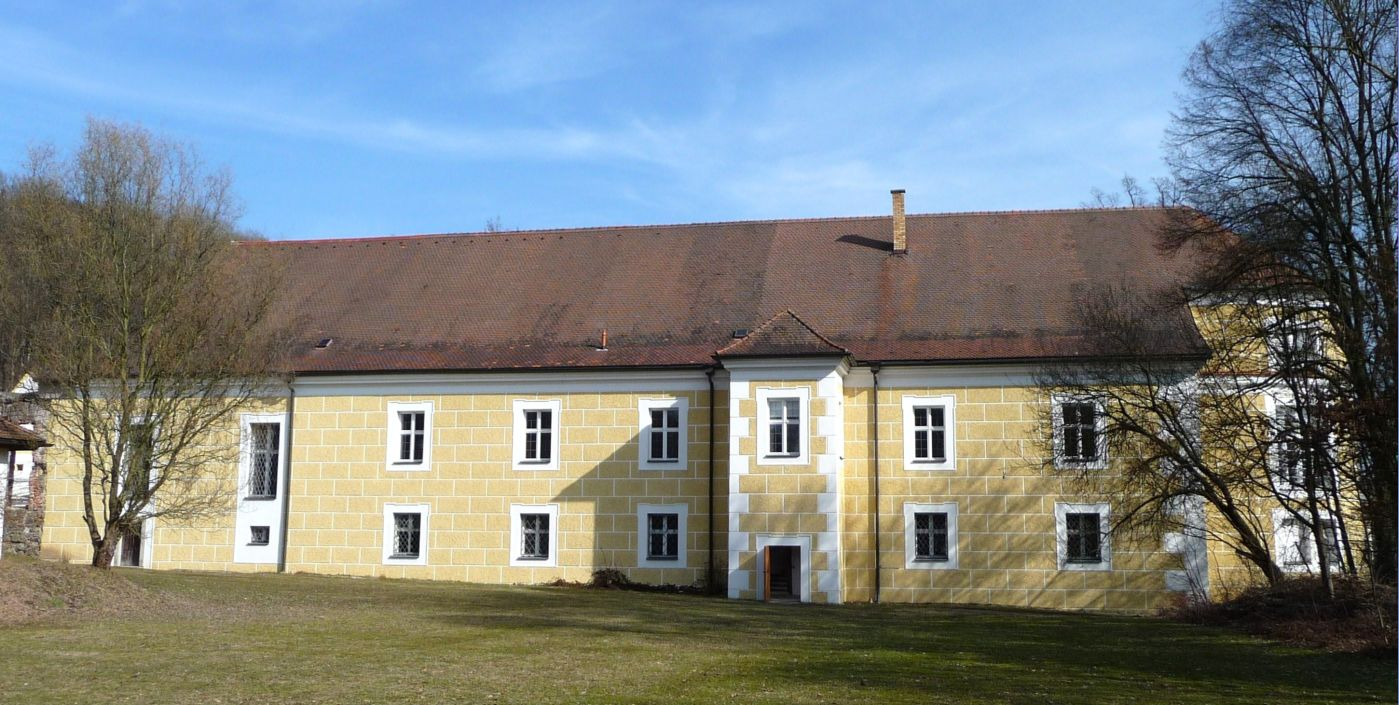
Schloss Hacklberg

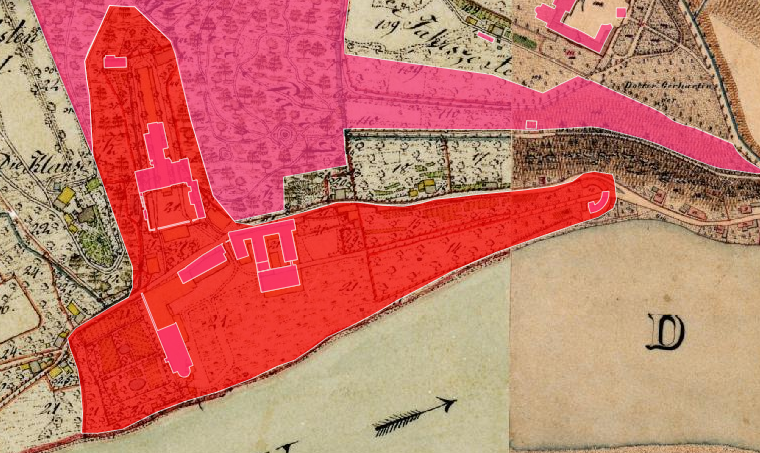
Lageplan von Schloss Hacklberg auf dem Urkataster von Bayern

Schloss Hacklberg ist ein Schloss in der kreisfreien Stadt Passau. Die Anlage wird als Bodendenkmal unter der Aktennummer D-2-7446-0139 im Bayernatlas als „untertägige spätmittelalterliche und frühneuzeitliche Befunde und Funde im Bereich des fürstbischöflichen Sommerschlosses Hacklberg mit zugehöriger Gartenanlage“ geführt. Ebenso ist sie unter der Aktennummer D-2-62-000-658 als Baudenkmal von Hacklberg verzeichnet.

## Lage
Schloss Hacklberg befindet sich im Ortsteil Hacklberg am linken Ufer der Donau etwa hundert Meter südwestlich der Brauerei Hacklberg.

## Geschichte
Im Jahr 1307 entstand hier ein kleiner bischöflicher Lehenshof nebst Badestube. 1358 besaß das Gebäude bereits zwei Türme und war Schauplatz eines großen Turniers mit nicht weniger als 160 teilnehmenden Rittern. Anlass war die Feier der in Passau erfolgten Vermählung von Meinhard III. mit einer Tochter Herzog Albrechts II. von Österreich.
Die Pläne für einen weiteren Ausbau stießen auf den Widerstand der Passauer Bürger. Sie einigten sich 1410 mit Bischof Georg von Hohenlohe, dass Hacklberg keine Wehranlage erhalten und ein reines Sommerschloss bleiben sollte. 
Bischof Wolfgang von Salm ließ es 1544 durch Bernardino zu seinem „tusculum“ umformen, einer mit Gärten und Säulengängen umgebenen Villa. 1675 verlegte Fürstbischof Sebastian von Pötting das Hochfürstliche Bräuhaus hierher und verband es mit den Sommerzimmern. 
Fürstbischof Johann Philipp von Lamberg ließ die Anlage in fast zwanzigjähriger Bauzeit monumental ausbauen, sodass Schloss Hacklberg nun eines der bedeutendsten süddeutschen Sommerschlösser war. In der Umgebung des Hauptgebäudes gruppierten sich Orangerie, Feigen-, Zwetschgen- und Ananashaus, Kavaliers- und Dienerschaftstrakte, Springbrunnen und Laubentrakte. Das nördlich angrenzende Fuchsloch war geprägt durch ein vierfach gestaffeltes Wasserterrassen-Parterre mit Flügelpavillons.
Fürstbischof Joseph Franz Anton von Auersperg ließ nach 1786 die französische Gartenanlage in eine englische umwandeln. 1796 machte sein Nachfolger Thomas Johann von Thun und Hohenstein daraus einen großen Bierlagerkeller. Nach der Säkularisation zeigte die bayerische Verwaltung nur an dem Bräuhaus Interesse, aus dem die Brauerei Hacklberg entstand. Die Schlosstrakte und Gartenanlagen verkamen. 
1897 wurde das Schloss mit der Brauerei für den Bischof von Passau erworben. 1913 zog die Brauerei in einen Neubau im Schlosspark im Fuchsloch um. 
Im April 1945 wurden Teile der ehemaligen Brauerei durch einen Bombenangriff zerstört, die Ruinen sind teilweise erhalten.
Am 26. Mai 2003 wurden die umfangreichen Restaurierungsarbeiten des noch erhaltenen Festsaals vollendet.

## Beschreibung
Der bestehende Bau geht auf die Zeit zwischen 1690 und 1700 zurück. Der Festsaal des 1692 datierten Hauptgebäudes wurde von Domstukkateur Giovanni Battista Carlone und dem Maler Giovanni Carlone ausgestaltet. Er enthält eine üppige Stuckdekoration mit Wappen und Namenszug des Erbauers Johann Philipp von Lamberg, Muschelnischen mit Figuren der Jahreszeiten und der Elemente sowie einen gemalten Götterhimmel inmitten der ebenfalls gemalten Erdteile. Von den Gartenanlagen dieser Zeit ist nur eine Grottenrückwand erhalten. Die Ummauerung und der klassizistische Pavillon stammen aus dem späten 18. Jahrhundert.